# Сангстер, Дональд
Сэр Дональд Бернс Сангстер (англ. Sir Donald Burns Sangster 26 октября 1911 — 11 апреля 1967) — политик и второй премьер-министр Ямайки с 23 февраля 1967 по 11 апреля 1967 года, умер в должности.
В 1944 году был избран в Палату представителей Ямайки, как член лейбористской партии Ямайки стал министром социального обеспечения и труда и затем министром финансов. Он стал исполняющим обязанности премьер-министра в феврале 1964 года, когда премьер-министр Александр Бустаманте заболел.
Портрет Дональда Сангстера изображён на ямайских долларах, а один из международных аэропортов страны назван в его честь.